# غوارسي سيلفيرا
غوارسي سيلفيرا (من مواليد 2 يناير 1951) سياسي برازيلي. على الرغم من أنه ولد في ساو باولو، فقد أمضى حياته السياسية ممثلاً لـ توكانتينس، حيث شغل منصب عضو مجلس الشيوخ الوطني من 2018 إلى 2019.

## الحياة الشخصية
ولد سيلفيريا في كاباو بونيتو. وهو أسقف في الكنيسة العالمية لإنجيل فورسكوير.

## الحياة السياسية
في الانتخابات العامة البرازيلية لعام 2014، تم انتخاب سيلفيريا كبديل لكاتيا أبرو عن ولاية توكانتينز. خلال الانتخابات العامة البرازيلية لعام 2018، ترشحت أبرو لمنصب نائب الرئيس لحملة سيرو جوميز، تاركة منصبها الذي عملت سيلفيرا كبديل لها في مجلس الشيوخ البرازيلي. أثناء وجوده في مجلس الشيوخ تعرض سيلفيريا لانتقادات من قبل وسائل الإعلام في البرازيل لتكديسها أكثر من مليون ريال برازيلي في القسم، معظمها في الإنفاق الزائد على راتبه على الفنادق.